# Valmeyer
Valmeyer és una vila dels Estats Units a l'estat d'Illinois. Segons el cens del 2000 tenia 608 habitants.

## Demografia
Segons el cens del 2000, Valmeyer tenia 608 habitants, 222 habitatges, i 166 famílies. La densitat de població era de 70,5 habitants/km².
Dels 222 habitatges en un 39,2% hi vivien nens de menys de 18 anys, en un 64% hi vivien parelles casades, en un 9,9% dones solteres, i en un 25,2% no eren unitats familiars. En el 24,8% dels habitatges hi vivien persones soles el 14,9% de les quals corresponia a persones de 65 anys o més que vivien soles. El nombre mitjà de persones vivint en cada habitatge era de 2,74 i el nombre mitjà de persones que vivien en cada família era de 3,29.
Per edats la població es repartia de la següent manera: un 27,8% tenia menys de 18 anys, un 10% entre 18 i 24, un 28,1% entre 25 i 44, un 21,1% de 45 a 60 i un 13% 65 anys o més.
L'edat mediana era de 36 anys. Per cada 100 dones de 18 o més anys hi havia 79,9 homes.
La renda mediana per habitatge era de 53.214 $ i la renda mediana per família de 58.646 $. Els homes tenien una renda mediana de 38.500 $ mentre que les dones 26.838 $. La renda per capita de la població era de 20.420 $. Cap de les famílies i el 3% de la població estaven per davall del llindar de pobresa.

## Poblacions properes
El següent diagrama mostra les poblacions més properes.